# Pricing Partners
Pricing Partners est une marque du groupe Thomson Reuters. À l'origine, Pricing Partners fut un éditeur français développant un progiciel pour salle de marchés  permettant de valoriser n’importe quel produit dérivé financier à l’aide de modèles mathématiques. En juin 2013, cette société a été rachetée par le groupe Thomson Reuters, puis fusionnée. Seule la marque a été conservée

## Produit
Partant du besoin de transparence sur les produits financiers, la société Pricing Partners a développé un concept nouveau de plateforme mutualisée de valorisation indépendante de produits dérivés non listés en utilisant des méthodes scientifiques reposant sur des modèles mathématiques probabilistes (extension du modèle Black-Scholes). Cette solution est commercialisée sous la marque Price-it.

## Histoire
Après une dizaine d’années de recherche dont plusieurs à travailler pour la banque Goldman Sachs, Eric Benhamou, chercheur, rentre en France pour prendre la direction d'un groupe de recherche au sein de la banque Natixis. Conscient des opportunités de ce domaine très pointu, il décide en 2005 de proposer de façon indépendante des modèles de valorisation similaires à ceux développés dans les salles de marchés. Il crée la société Pricing Partners en ayant rapidement  comme premier client le groupe Natixis
. 
En 2007, Pricing Partners crée la première plate-forme française de valorisation indépendante de produits dérivés, en s’appuyant sur un consortium de laboratoires et un grand groupe, dans un projet soutenu par le pôle Finance Innovation, baptisé Credinext et ainsi contribue au rayonnement de la place financière de Paris pour rivaliser en attractivité avec la City de Londres.
En 2008, la société s’appuie sur des solutions de grille de calcul pour augmenter considérablement ses capacités de calcul et ainsi fournir un calcul très rapide et dynamique sur sa bibliothèque quantitative de calcul mathématiques de valorisation .
En 2009, cette société se fait remarquer par la société Microsoft en raison de la qualité de sa solution technique reposant sur les dernières innovations technologiques Microsoft. Elle est sélectionnée dans le programme IDEES recompansant les sociétés technologiques les plus prometteuses sur les techniques Microsoft . Cette même année, la société Axa Hedging Services choisit Pricing Partners pour valoriser une partie de ses produits dérivés de taux d'intérêt .
En 2010, la société continue à développer toujours plus de modèles mathématiques dont un prolongement pour les produits dérivés de crédit médiatisés par la crise .
En 2011, Pricing Partners reçoit le prix de la meilleure solution de pricing et analytics pour les  produits structurés dans toutes les classes d'actifs par le magazine Structured Products, une performance qu'aucune autre entreprise n'avait jamais réalisé auparavant. La même année, la plus grande banque mondiale ICBC devient client de la solution de Pricing Partners .
En 2012, Pricing Partners reçoit de nouveau une distinction au classement du magazine Structured Products dans la catégorie de logiciel de valorisation de produits structurés. Cette même année, la société démarre la commercialisation de valorisation indépendante d'indices algorithmiques propriétaires et gagne plusieurs clients dont Natixis .
En 2013, Pricing Partners continue à être nommé au classement du magazine Structured Products dans la catégorie de logiciel de valorisation de produits structurés. Enfin, en juin 2013, la société se fait racheter par le groupe Thomson Reuters  pour renforcer son développement à l'international et avoir une stratégie ambitieuse de croissance. Cette même année, Pricing Partners reçoit le prix de l'innovation par le magazine Risk 

## Concurrents
Les principaux concurrents de Pricing Partners sont:
- pour son activité software: Numerix and Fincad
- pour son activité de valorisation indépendante de produits dérivés: Bloomberg, Markit, SunGard-FastVal, Prism Valuation, SuperDerivatives, Societe Generale Security Services, filiale du groupe Société Générale